# Matt Giannetti
Matthew „Matt“ Giannetti (* 25. November 1984 in Texas) ist ein professioneller US-amerikanischer Pokerspieler. Er ist zweifacher Titelträger der World Poker Tour und erreichte 2011 den Finaltisch beim Main Event der World Series of Poker.

## Persönliches
Giannetti spielte in seiner Jugend Hockey und Golf. Später studierte er an der University of Texas. Er lebt in Las Vegas.

## Pokerkarriere
Seine erste Geldplatzierung bei einem Live-Turnier erzielte Giannetti im April 2006 im Hotel Bellagio am Las Vegas Strip. Im Juli 2006 war er erstmals bei der World Series of Poker (WSOP) im Rio All-Suite Hotel and Casino am Las Vegas Strip erfolgreich und belegte im Main Event den 521. Platz. Bei der WSOP 2008 kam er bei einem Shootout-Turnier der Variante No Limit Hold’em an den Finaltisch. Beim Main Event der WSOP 2011 erreichte er mit dem drittgrößten Chipstack den Finaltisch, der im November 2011 ausgespielt wurde. Vor Beginn des Finaltischs gewann der Amerikaner das Main Event der World Poker Tour (WPT) auf Malta mit einer Siegprämie von 200.000 Euro. Am WSOP-Finaltisch belegte er einen Monat später den vierten Platz und erhielt dafür sein bisher größtes Preisgeld von über 3 Millionen US-Dollar. Im Februar 2013 siegte Giannetti beim Main Event der Lucky Hearts Poker Open in Hollywood, Florida, und sicherte sich damit seinen zweiten WPT-Titel sowie knapp 300.000 US-Dollar Preisgeld. Bei der WSOP 2014 belegte er bei einem 25.000 US-Dollar teuren Mixed Max den mit rund 170.000 US-Dollar dotierten fünften Rang. Seitdem blieben größere Turniererfolge aus.
Insgesamt hat sich Giannetti mit Poker bei Live-Turnieren knapp 5 Millionen US-Dollar erspielt. Seit 2008 spielt er zudem online unter dem Nickname hazards21.

## Trivia
Giannetti verbrachte im September 2007 während der World Poker Tour auf den Turks- und Caicosinseln 12 Stunden am Stück bekleidet im Hotelpool. Damit gewann er eine Wette, die ihm 15.000 US-Dollar einbrachte.